# Czech Open
Czech Open – turniej drużyn klubowych w unihokeju tradycyjnie odbywający się w Pradze (Czechy) od 1992 roku. W turnieju tym co roku startuje ponad 250 drużyn z około 20 krajów, które są rozstawione w kilku kategoriach męskich i żeńskich, w zależności od stopnia zaawansowania. Najbardziej utytułowanym klubem w dotychczasowej historii turnieju jest szwedzka drużyna Pixbo Wallenstam IBK.

## Tabela zwycięzców
| Rok  | Mężczyźni "Elite"    | Kobiety "Elite"           | Juniorzy                      | Mężczyźni „Pro”              | Kobiety „Open”        |
| ---- | -------------------- | ------------------------- | ----------------------------- | ---------------------------- | --------------------- |
| 1993 | IKSU IB              | Kristineberg AIS          |                               |                              |                       |
| 1994 | Sjostad IF           | Sjostad IF                |                               |                              |                       |
| 1995 | Fornudden            | HC Rychenberg Winterthur  |                               | Challengers-93               |                       |
| 1996 | Pixbo IBK            | HC Rychenberg Winterthur  |                               | Kirkkonummi Rangers          |                       |
| 1997 | Fornudden            | Tatran Střešovice         | Baldersnas IK                 | IBK Succe                    |                       |
| 1998 | FBC Ostrava          | Jona-Uznach Flames        | Team 88 Konolfingen           | Storvreta IK I.              |                       |
| 1999 | Tatran Střešovice    | VIKA Niznyj Novgorod      | Niznyj Novgorod               | Kirkkonummi Rangers          |                       |
| 2000 | Helsinki IFK         | SSV Helsinki              | SSK Future                    | Röke IBK                     |                       |
| 2001 | Pixbo Wallenstam IBK | UHC Bern OST              | Frosta IBF                    | SSK Future                   |                       |
| 2002 | Pixbo Wallenstam IBK | Husqvarma IK              | SSK Future Exel               | Roke IBK                     |                       |
| 2003 | Pixbo Wallenstam IBK | Balrog Oilers             | SSK Future Exel               | FB Topgrandma                |                       |
| 2004 | Balrog Oilers        | Tatran Techtex Střešovice | Tapanilan Erä                 | Rubene                       |                       |
| 2005 | IBK Dalen            | Galna Finnar              | SSK Future                    | SK Cesis/Lekrings            | Koo-Vee               |
| 2006 | Pixbo Wallenstam IBK | Triggers CON INVEST       | Tatran Střešovice             | FBC Liberec                  | Sagene Ladies         |
| 2007 | SSV Helsinki         | Děkanka Praga             | FBC Pepino Ostrava            | Sokol Pardubice              | Sagene Ladies         |
| 2008 | IK Sirius IBK        | Děkanka Praga             | SSK Future                    | Château de Höpöhöpö          | Elite Praga           |
| 2009 | IBK Dalen            | Herbadent Tigers SJM      | SSK Future                    | SBS Kings                    | Cerna Hora            |
| 2010 | Pixbo Wallenstam IBK | Herbadent Tigers SJM      | SSK Future                    | Tatran Střešovice            | Cerna Hora            |
| 2011 | IBK Dalen            | Pixbo Wallenstam IBK      | FBC ČPP Remedicum Ostrava     | AC Sparta Praga              | Chuchichäschtli       |
| 2012 | Pixbo Wallenstam IBK | Herbadent SJM Praha       | BILLY BOY Mladá Boleslav      | RIG Umeå IBF                 | Elite Praga           |
| 2013 | IBK Dalen            | Pixbo Wallenstam IBK      | FBC ČPP Software Ostrava      | TJ Sokol Královské Vinohrady | KAIS Mora UIF         |
| 2014 | IBF Falun            | Pixbo Wallenstam IBK      | FBC ČPP Bystroň Group Ostrava | 1.MVIL Ostrava               | KAIS Mora UIF         |
| 2015 | Pixbo Wallenstam IBK | SB Pro                    | Technology Florbal MB         | Tatran Střešovice            | Hagfors IF Ungdom     |
| 2016 | EräViikingit         | Pixbo Wallenstam IBK      | itelligence Bulldogs Brno     | Floorball Thurgau            | Tatran Střešovice red |